# 5 (Murder by Numbers)
5 (Murder by Numbers) – mixtape amerykańskiego rapera 50 Centa. Miał być piątym studyjnym albumem, jednak z powodu problemów z wytwórnią Interscope Records muzyk zdecydował się, że kolejny będzie jego ostatnim dla tej wytwórni. Premiera płyty odbyła się 6 lipca.

## Lista utworów
1. "My Crown"
2. "NY"
3. "United Nations"
4. "Business Mind" (featuring Hayes)
5. "Roll That Shit" (featuring Kidd Kidd)
6. "Leave The Lights On"
7. "Money"
8. "Definition of Sexy" (featuring Guordan)
9. "Be My Bitch" (featuring Brevi)
10. "Can I Speak To You" (featuring Schoolboy Q)